# Авиационная техника

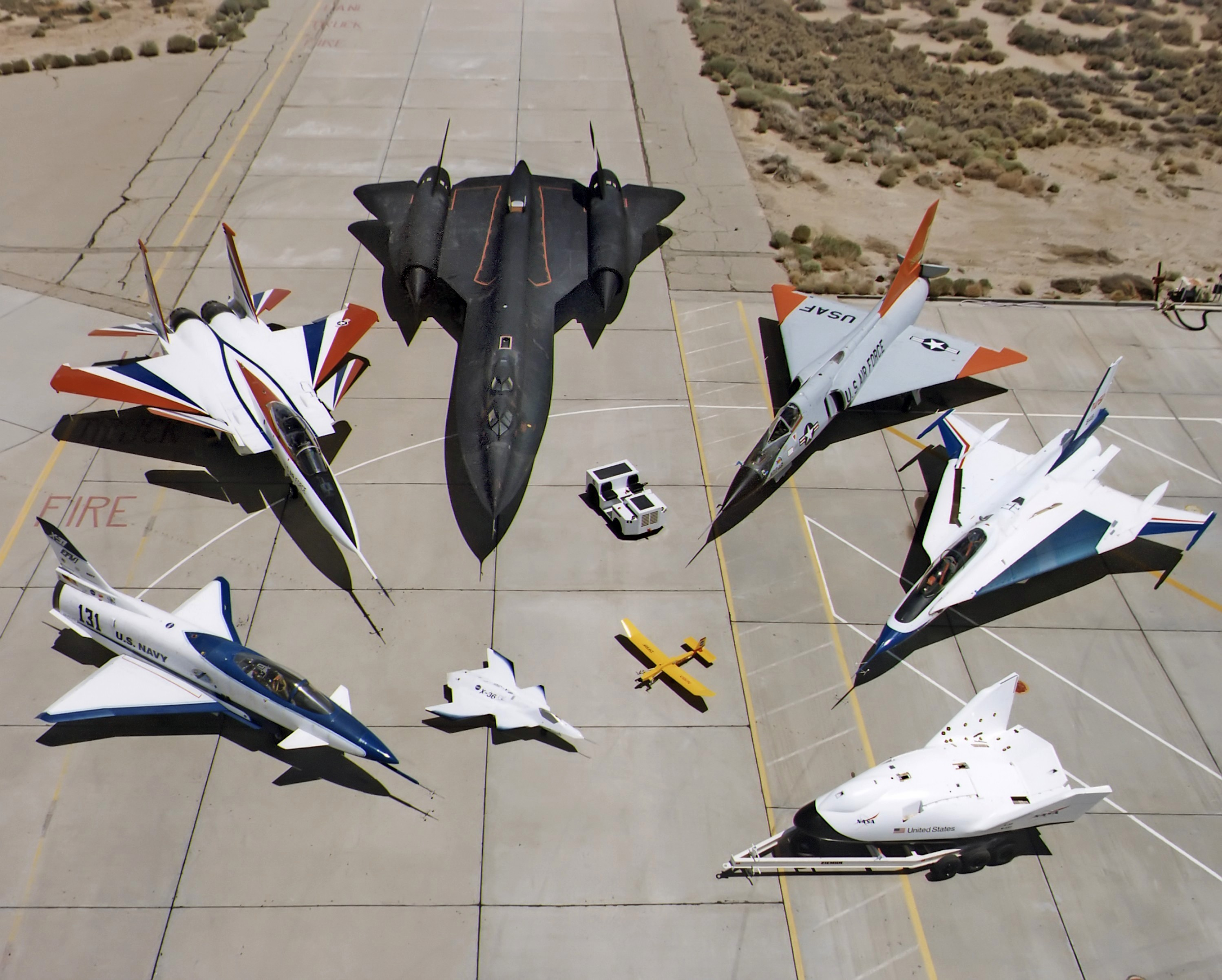
Экспериментальные летательные аппараты NASA как пример авиационной техники

Авиацио́нная те́хника (АТ) — это, преимущественно, летательные аппараты, предназначенные для полёта в атмосфере Земли (воздушные суда), их двигатели, бортовое оборудование и агрегаты.
По назначению АТ включает военную и гражданскую, а также АТ двойного назначения. В военной авиации к АТ относят также средства обеспечения полётов (средства наземного обслуживания и аэродромно-технического обеспечения, средства эксплуатационного контроля и инструмент, наземные средства управления воздушным движением, посадки и связи). В понятие АТ могут включаться тренажеры.

## Военная авиационная техника
Военная АТ — это вид АТ, предназначенной для использования в Вооруженных силах при решении учебных и военных задач. К ней относят:
- боевые самолёты (бомбардировщик, истребитель-бомбардировщик, истребитель, штурмовик, противолодочный)
- самолёты обеспечения операций (разведчик, самолёт радиолокационного дозора и наведения, постановщик помех, корректировщик, ретранслятор, воздушный заправщик, военно-транспортный)
- вертолеты (разведчик, радиолокационного дозора и наведения, целеуказания, постановщик помех, минораскладчик, транспортный)
- БПЛА
- планеры и мотопланеры
- дрейфующие и привязные аэростаты, другие аэростатические и гибридные воздушные суда

Примерами средств обеспечения полётов являются:
- автоматизированные системы управления воздушным движением
- системы наведения истребителей на воздушные цели
- системы дальней и ближней навигации
- радиолокационные системы контроля за воздушным пространством
- системы посадки
- средства наземного обслуживания и эксплуатационного контроля АТ, инструмент

## Гражданская авиационная техника
Гражданская АТ включает предназначенные для использования в гражданской авиации самолёты, вертолёты и другие воздушные суда, а также их составные части. Основными видами гражданской АТ являются дальне- и ближнемагистральные самолёты, а также вертолёты различного назначения.

## Авиационная техника двойного назначения
Авиационная техника двойного назначения — вид АТ, используемой как в целях обеспечения потребностей граждан и экономики, так и в интересах обороны и безопасности государства (см. также техника двойного назначения). Много подобной АТ в составе военно-транспортной авиации.